# Astragalus berteri
Astragalus berteri är en ärtväxtart som beskrevs av Luigi Aloysius Colla. Astragalus berteri ingår i släktet vedlar, och familjen ärtväxter. Inga underarter finns listade i Catalogue of Life.